# ガル翼

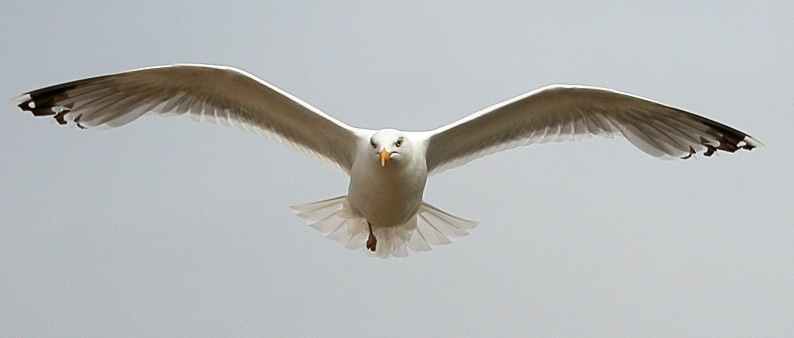
M字型に広がったカモメの翼

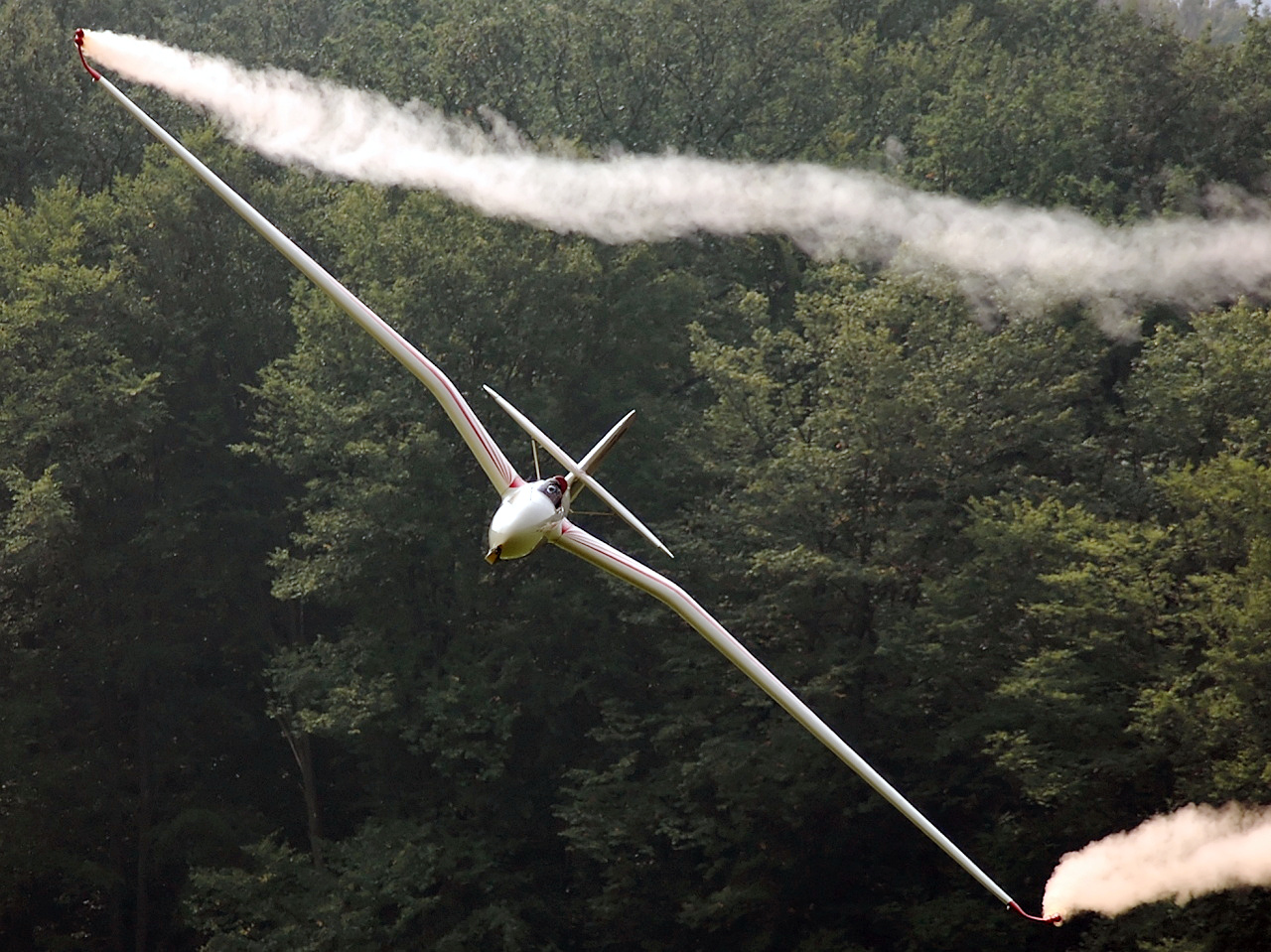
ガル翼のグライダー

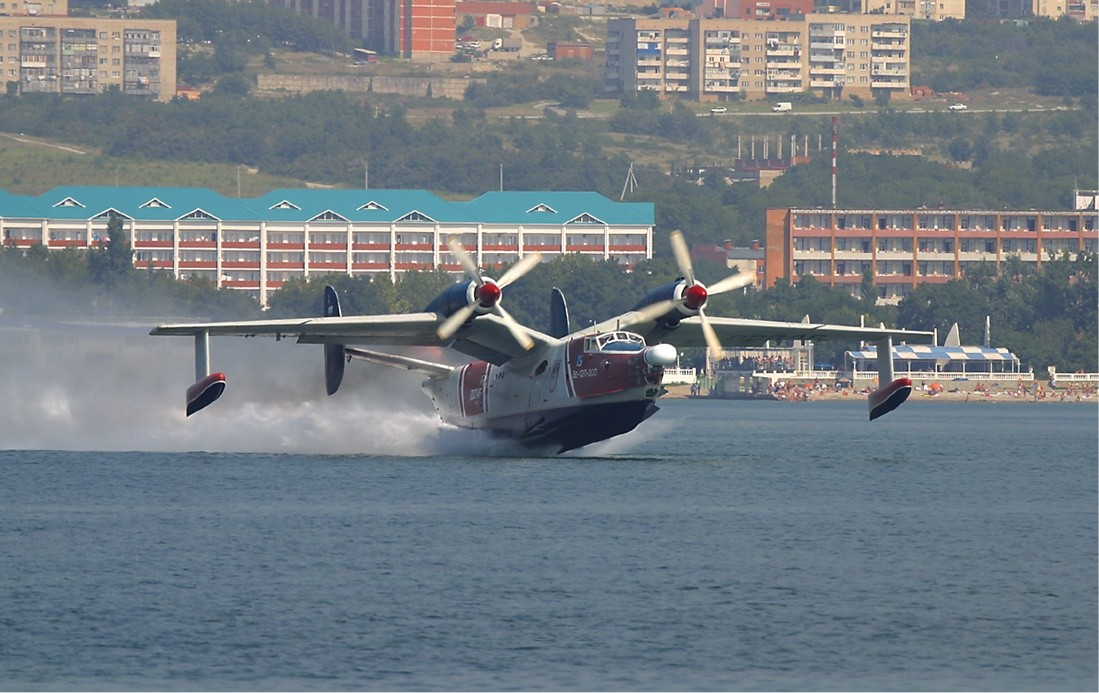
Be-12P-200

ガル翼（ガルよく）、ガルウィング（英語: Gull wing）とは、「カモメの翼」の意味で、それに似た形状の航空機の主翼のこと。

## 由来
高翼の単葉機や複葉機では、視界の確保などの観点から翼（複葉機の場合上翼）はできるだけ高い位置にあることが望ましい。支柱を使って翼を胴体から全体的に持ち上げる「パラソル翼」という方法もあったが、支柱を用いるのは空気抵抗の面で不利だったため、胴体から斜め上向きに取り付けた翼を途中で曲げる設計が採用され、これがガル翼と呼ばれた。

## ガル翼機の例
アメリカのPBM マリナー飛行艇やポーランドのPZL P.11、ソ連のI-15などがガル翼を採用した。また戦後開発されたターボプロップ飛行艇Be-12では、海面でエンジンが波をかぶるのを避ける目的でも、ガル翼が採用された。

## その他の著名なガル翼機
- P.7
- P.11
- P.24
- I-15
- I-153チャイカ
- Be-6
- Be-12チャイカ

## 逆ガル翼

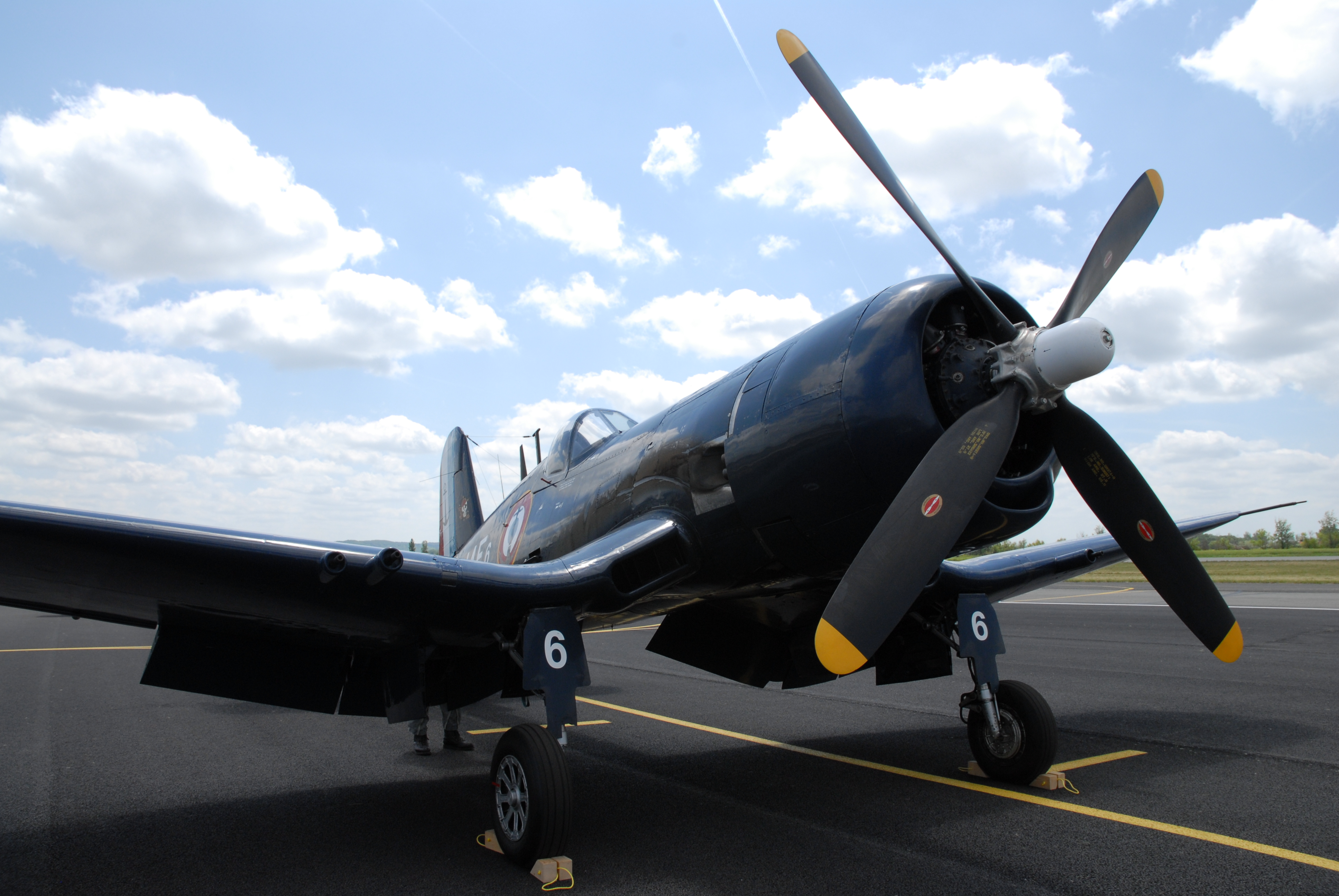
F4Uでは、曲がり角の部分に主脚がついている。プロペラと地面の距離を確保すると同時に主脚を短く、軽くできる

前から見てM字型のガル翼に対し、上下逆のW字型となる主翼を、逆ガル翼（インヴァーテッドガルウィング:Inverted Gull Wing）という。
エンジン出力増加を活かせるよう直径の大きなプロペラを採用するためや爆弾や増槽などの取付けの作業性を向上させるために胴体を地面から離し、また主脚を短く軽く（同じ重さなら頑丈に、同じ長さなら地上高を高く）設計できる等の理由で採用された。

### 採用例
ドイツ国
Ju87 シュトゥーカ
 ソビエト連邦
Yer-2
 大日本帝国
九試単座戦闘機の試作一号機
九六式艦上戦闘機
流星
 アメリカ合衆国
BTD
F4U コルセア
XTB2D スカイパイレート
 イギリス
ガネット